# Glaspalast (Emden)

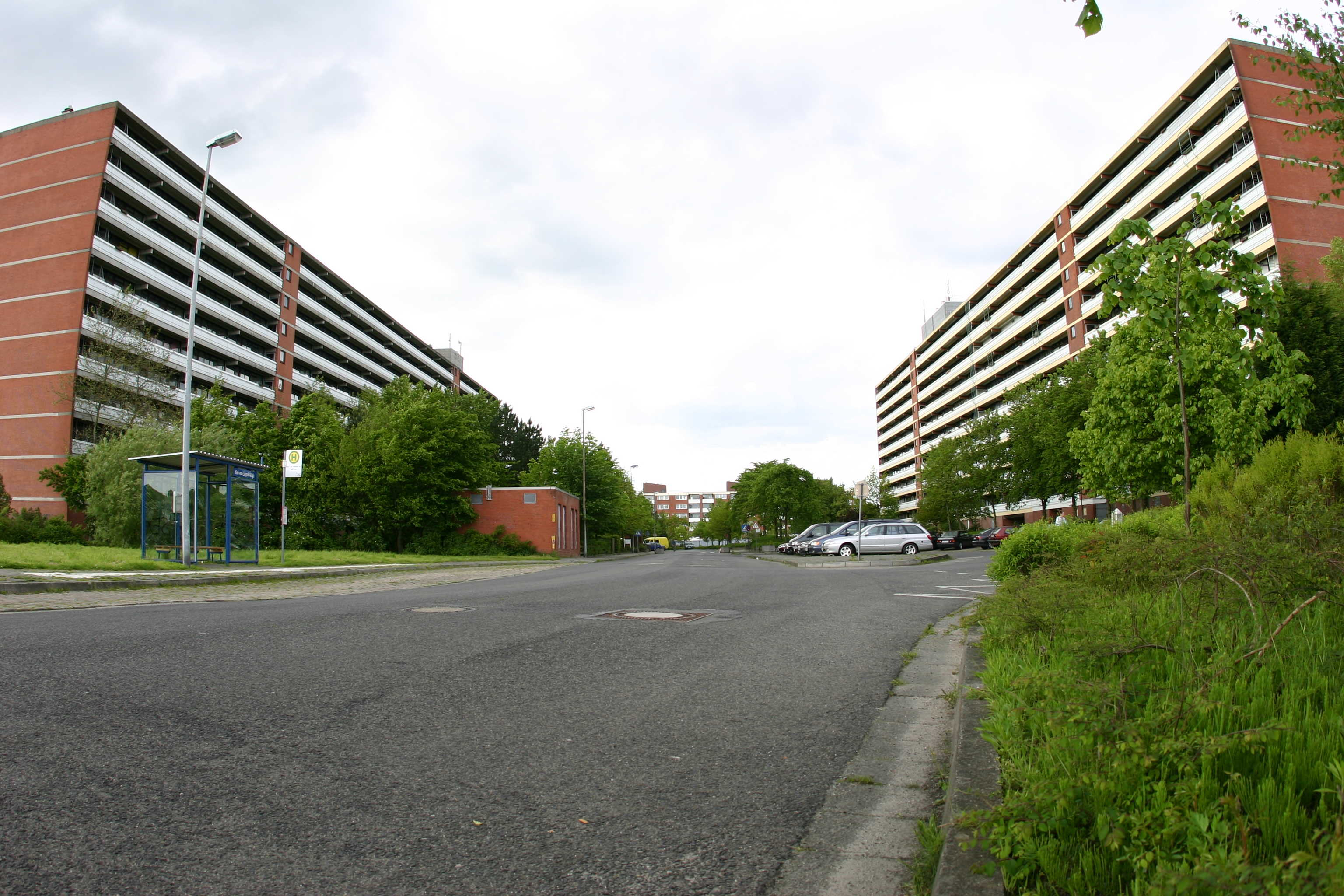
Die Glaspaläste (2005)

Die Glaspaläste sind ein Anfang der 1970er Jahre errichteter Gebäudekomplex im Emder Ortsteil Barenburg. Die beiden Häuser mit jeweils elf Stockwerken waren bei ihrem Bau die größten Wohngebäude in Ostfriesland. Eines der beiden Häuser wurde 2013 abgebrochen, das andere saniert. Das erhaltene Gebäude ist bis heute (2020) das höchste Wohnhaus in Ostfriesland.

## Beschreibung und Geschichte
Anfang der 1970er Jahre rechneten die Emder Stadtplaner mit einem kräftigen Bevölkerungsanstieg, was insbesondere im Stadtteil Barenburg zu einer starken Wohnbautätigkeit führte. So ließ die Wohnungsbaugesellschaft Neue Heimat 1973 und 1974 einen Gebäudekomplex an der Klein-von-Diepold-Straße bauen. Die Wohnanlage bestand aus zwei baugleichen Wohngebäuden mit 160 Wohnungen und wurde aufgrund der Bauweise bald unter dem Namen „Glaspaläste“ bekannt. Die beiden langgestreckten Häuser lagen parallel nebeneinander und wurden nach niederländischen Vorbildern in Leichtbauweise errichtet. Jedes der Gebäude war etwa 40 Meter hoch und 120 Meter lang. Die innere Erschließung erfolgte über je zwei Treppenhäuser und außen liegende Laubengänge. Der Wohnkomplex unterschied sich aufgrund der Größe und Architektur von allen bisher in Ostfriesland gebauten Wohnanlagen.
Die Wohnanlage galt anfangs als Vorzeigeobjekt für den sozialen Wohnungsbau, wurde später als Bausünde aus den 1970er Jahren angesehen und wandelte sich im Laufe ihres Bestehens zu einem sozialen Brennpunkt. Schon Mitte der 1980er Jahre wurde über den Rückbau der Wohnhäuser auf fünf Stockwerke nachgedacht. Im November 1999 wurde Barenburg in das Förderprogramm Soziale Stadt aufgenommen um das Wohnumfeld mit verschiedenen Maßnahmen zu verbessern.
Im Jahr 2003 erwarb ein Berliner Immobilienfonds das sanierungsbedürftige westliche Gebäude mit einer Leerstandsquote von bis zu 80 %, woraufhin sich die Situation in den folgenden Jahren nochmals deutlich verschlechterte. 2008 wurde aufgrund hoher Außenstände die Gasversorgung des Objekts über einen Monat eingestellt, und die Verwaltungsgesellschaft trat von ihrem Auftrag zurück. Nach jahrelangen Verhandlungen übernahm die Stadt Emden den westlichen Wohnblock 2013 für einen symbolischen Euro von der Immobiliengesellschaft und ließ ihn abreißen. Die Kosten für die Abbrucharbeiten wurden zunächst auf etwa 1,5 Millionen Euro geschätzt, später jedoch nur mit rund 600.000 Euro veranschlagt.
Das Gelände, auf dem der westliche Wohnblock stand, wurde zu einer parkähnlichen Anlage umgestaltet und der östliche Wohnblock wurde 2017/18 für rund 1,2 Millionen Euro saniert und neu gestaltet.